# スコッチョ大旅行
『スコッチョ大旅行』（スコッチョだいりょこう）は、1971年3月7日から同年9月26日までTBS系列局で放送されていた朝日放送製作のコメディ番組である。全30回。放送時間は毎週日曜 18:00 - 18:30 （日本標準時）。

## 概要
『てなもんや三度笠』から『てなもんや二刀流』まで3作続いたてなもんやシリーズの後番組として放送。脚本：香川登志緒、主演：藤田まことというメンバー構成はてなもんやシリーズの番組と共通するが、本番組はこの路線では唯一の現代劇となっており、てなもんやの名も冠していない。また、シリーズ常連の出演者だった白木みのるも本番組には出演しなかった。

## 出演者
- 日の本太郎：藤田まこと - 『てなもんや三度笠』という番組に出演しているテレビタレント。亡き父の親友で自分の親代わりでもあった伴藤から男と見込まれ、病に倒れた彼に代わって旅に出た。
- 花紀京
- 岡八郎
- 藤純子
- 伴藤市兵ヱ：伴淳三郎 - 太郎の親代わりを務めていた政界の大物。病で危篤状態となり、太郎は彼の下へと駆けつける。
- 三田明
- ザ・ドリフターズ
- 新藤恵美
- ディック・ミネ
- 小山ルミ

## スタッフ
- 脚本：香川登志緒

## 参考資料
- テレビドラマデータベース